# Emmanuel de Aranda

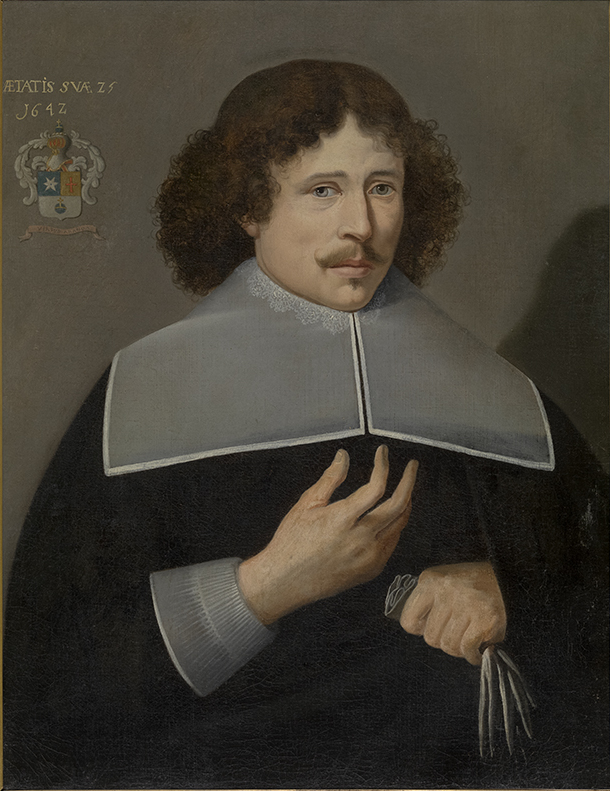
Portret van Emmanuel de Aranda, 1642, collectie Groeningemuseum

Emmanuel de Aranda (Brugge, 1612 of 1614 - aldaar, ca. 1686) (ook Manuel) was een Zuid-Nederlands reiziger, historieschrijver en dichter. Hij leefde een tweetal jaar in Barbarijse slavernij en schreef een beroemd boek over zijn wedervaren.

## Levensloop

### Afkomst en opleiding
Aranda was een telg uit een familie die afkomstig was uit het Spaanse Valladolid en zich al meerdere generaties in Brugge had gevestigd. Ze waren voornamelijk actief in de lakenhandel en oefenden belangrijke functies uit binnen de Spaanse Natie. Emmanuels vader, don Francisco, was consul. Zijn moeder heette Anne Van Severen. Zijn oudste broer Franciscus, getrouwd met Isabelle Cloribus, was schepen van Brugge (in 1630-31, 1631-32 en 1638-39) en burgemeester van de raadsleden (in 1634-36 en 1640-41).
Na het voltooien van zijn rechtenstudies in de Leuvense universiteit, was Aranda klaar om voluit in de familiezaak te stappen. Ter voorbereiding maakte hij een reis naar Spanje. Hij vertrok in 1639 en kreeg het gezelschap van Renier Saldens (een arts uit Oostkamp), de Brugse jonker Jan Baptiste Van Caloen en ridder Philips de Cerf (of Ducherf, heer van Hondschote en Leystrate, die later nog burgemeester van Veurne werd).

### Kaping
Na een jaar keerde het gezelschap terug naar Vlaanderen. Ze scheepten in San Sebastian in op een Engels koopvaardijschip, dat op 22 augustus 1640 voor de kust van Bretagne gekaapt werd door Barbarijse zeerovers onder bevel van een Engelse verloochenaar. De dag voordien was Aranda's schip achtervolgd door een verdacht karveel, maar de naïeve kapitein had zich niet uit de voeten gemaakt. Het karveel kreeg versterking van twee grotere schepen, die de groenzilveren vlag van Algiers hesen. De bemanning van de koopvaarder werd zonder strijd gevangengenomen en naar de kapershaven gebracht.

### Slavenbestaan
In Algiers werden ze naar het paleis van de pasja geleid, die recht kon doen gelden op één achtste van de binnengebrachte gevangenen. Hij koos ridder de Cerf, aangezien voor edelmannen een mooi losgeld in het verschiet lag. Aranda en zijn overige gezellen werden op de slavenmarkt van Algiers verkocht (ook gekend als zoco of bedesten). Een zekere Sabban Gallan, een renegado, betaalde 200 stucken van achten voor Aranda, maar grootadmiraal Ali Piccinino (of Alli Pegelin) oefende zijn voorkooprecht uit. Het verslag van Aranda is een belangrijke bron van informatie over deze kleurrijke Venetiaanse renegaat.
Hij bracht de Vlamingen onder in zijn 'bagno', een van de acht slavengevangenissen in het 17e-eeuwse Algiers. Binnen de muren was er een kerk en een kroeg, waar ze de bekende figuur Francisco de Student ontmoetten, alias Frans De Vos.
De frêle Arando moest zwaar labeur verrichten in een meelmalerij en beschreef hoe hij er bijna aan ten onder ging. Nadien werd hij bouwvakker aan Pegelins buitenhuis en nog later huisbediende.

### Vrijlating en terugkeer
De onderhandelingen waren gecompliceerd want de gevangenen wilden niet laten blijken dat ze van rijke komaf waren en hadden valse namen opgegeven. Uiteindelijk kwam er een ruil tot stand: Arando en zijn twee gezellen tegen vijf moslims die in Vlaanderen werden vastgehouden (n.a.v. het onderscheppen van een karveel van de reder Barber Assan). Saldens werd vrijgelaten om de Algerijnen in Duinkerke te gaan ophalen. Hij bracht ze naar Ceuta, maar de afhandeling had nog heel wat voeten in de aarde. Na een bewogen zeereis kwamen Aranda en Caldoen aan in Tétouan, waar ze nog penibele momenten beleefden in de 'Matemoren' (overbevolkte onderaardse slavenkerkers). Ze konden doorreizen naar Ceuta, waar de ruil plaatsvond en ze ontvangen werden bij de Spaanse gouverneur Miranda. Op 24 maart 1642 maakte Aranda de overtocht naar Gibraltar, van waaruit hij over land naar Rouen reisde. Daar scheepte hij in naar Dover, van daaruit naar Duinkerke, en zo verder over land tot hij op 20 augustus 1642 zijn geboortestad bereikte.

### Jurist en schrijver in Brugge
Dankzij Francisco de Valcarcel y Velasquez kon Aranda aan de slag als militair auditeur van het kwartier West-Vlaanderen. Op 26 december 1644 trouwde hij met de achttienjarige Catharina van Hauweghem in de Sint Michielskerk van Gent. Ze kregen veertien kinderen.
Hij publiceerde een verslag van zijn wedervaren als Relation de la captivité, et liberté du Sieur Emanuel de Aranda. Later volgde nog een didactico-burlesk dichtwerk over de zeven hoofdzonden (1679), geschreven in de stijl van Adriaen Poirters.
Tegen het einde van zijn leven zou hij nog een werk over het Brugge van zijn tijd hebben geschreven, maar hij liet het nooit in druk verschijnen.

## Historie vande Turckse slavernie
Aranda schreef zijn relaas neer en liet het in het Frans verschijnen bij de Brusselse drukker Jean Mommaert (1656). Het getuigt van een voor die tijd opmerkelijk objectieve en tolerante blik. Nochtans leert vergelijking met de Nederlandse tekst van het manuscript dat de 'universele moraal' zich vooral in de handelseditie situeerde (in het deel 'verhalen' dat doorheen de opeenvolgende uitgaven steeds werd aangedikt, ongetwijfeld op initiatief van de uitgever). De vraag rijst zelfs of Aranda zelf wel de auteur was van de verhalen, zoals in het boek werd beweerd. In elk geval was het een succesvolle keuze, want het werk vond internationale weerklank. Er volgden uitgaven in het Engels en Nederlands, en een vermeerderde Franse editie (1671).
In zijn finale vorm bestond het werk uit de volgende delen:
- voorwerk (familiegeschiedenis en beschrijving van Algiers in de oudheid, dat hij vereenzelvigde met het antieke Julia Caesarea);
- chronologisch verslag van de kaping tot de terugkomst in Brugge;
- 37 moraliserende verhaelen.

Het is een interessant voorbeeld van een captivity tale of een slave narrative.
Curieus genoeg maakt Aranda geen melding van het feit dat een van zijn voorouders 63 jaar vóór hem een spectaculaire passage had gemaakt in Algiers. Het ging om Don Miguel de Aranda uit Valencia, een pater uit de orde van Monlesà, die op 15 mei 1577 levend verbrand werd op het havenhoofd van de kapersstad. Dit was gebeurd onder de ogen van Cervantes, die niet naliet het te vermelden in Los baños de Argel.

## Publicaties
- La Relation de la captivité, et liberté du Sieur Emanuel de Aranda, mené esclave à Alger en l'an 1640 & mis en liberté l'an 1642, Brussel, Jean Mommart, 1656
- Historie vande Turckse slavernie, Beschreven door Emanuel De Airanda, soo hy selfs die geleden heeft, 's-Gravenhage, 1657
- Relation de la captivité du Sieur Emanuel d'Aranda, Parijs, 1657
- Relation de la captivité et liberté du sieur Emanuel d'Aranda, jadis esclave à Alger, Brussel, 1662
- The History of Algiers and It's Slavery: With Many Remarkable Particularities of Africk, Londen, 1666
- Diverses histoires morales et divertissantes du Sr. Emanuel D'aranda, Leiden, 1671
- Turcksche Slaeverny ende Bekomen Vreyheyt van Jor Emanuël de Aranda, Brugge, 1682
- Den lachende ende leerende Waer-seggher, Brussel, Joan de Grieck, 1679

## Moderne uitgave
- Latifa Z'rari, Emanuel d'Aranda. Les captifs d'Alger, Parijs, J-P. Rocher, 1997

## Voetnoten
1. ↑  Karel Van Nieuwenhuyse, "De integratie van de Castiliaanse familie De Aranda in Brugge, 1500–1765", in: Handelingen van het Genootschap voor Geschiedenis, 2000
2. ↑  Jules De Saint Genois, Emmanuel de Aranda, in: Biographie nationale de Belgique, vol. I, Brussel, 1866, kol. 357-362. Gearchiveerd op 4 juli 2019.
3. ↑  Eigendom van de Stichting Kasteel van Loppem

- Bibliothèque nationale de France: cb131848028 (data)
- Biografisch Portaal: 03089129
- International Standard Name Identifier: 0000 0000 7987 4157
- Library of Congress Control Number: n85114790
- Nederlandse Thesaurus van Auteursnamen: 074262335
- Système universitaire de documentation: 035369213
- Virtual International Authority File: 24742701
- WorldCat: E39PCjrG8tMym3KwbmtVmwYGh3